# 初鹿野村
初鹿野村（はじかのむら）は山梨県東山梨郡にあった村。現在の甲州市大和町初鹿野にあたる。

## 地理
- 河川：日川

## 歴史
- 1889年（明治22年）7月1日 - 町村制の施行により、近世以来の初鹿野村が単独で自治体を形成。
- 1941年（昭和16年）2月11日 - 鶴瀬村・東八代郡日影村・田野村・木賊村と合併して大和村が発足。同日初鹿野村廃止。

## 交通

### 鉄道路線
- 日本国有鉄道
  - 中央本線
    - 初鹿野駅（現・甲斐大和駅）

### 道路
- 国道20号

現在は旧村域を中央自動車道が通過するが、当時は未開通。